# Arne Domnérus

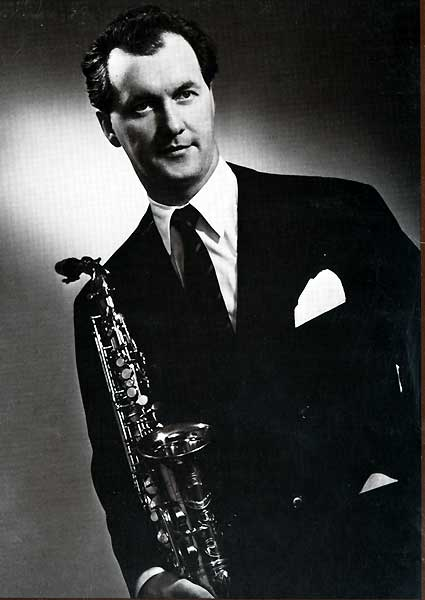
Arne Domnérus (1953)

Sven Arne Domnérus, genannt Dompan (* 20. Dezember 1924 in Södermalm im Solna-Bezirk, Stockholm; † 2. September 2008 in Stockholm), war ein schwedischer Jazz-Altsaxophonist und Klarinettist sowie Komponist des Swing. Er galt als einer der bedeutendsten schwedischen Musiker des Nachkriegsjazz.

## Leben und Wirken
1942 leitete Domnérus eine Band in Sundsvall und spielte dann in Stockholm bei den Bands von Lulle Ellbojs (1943 bis 1945 im Winterpalast, erste Aufnahmen 1945) und Simon Brehm (1947 bis 1949). Er repräsentierte den schwedischen Jazz beim Festival International 1949 de Jazz, war dann Mitglied der Band von Thore Erling (1949), bevor er 1951 dem Septett des Trompeters Rolf Ericsson beitrat, der damals eine Hausband im Jazz-Club Nalen gründete, in der auch Lars Gullin spielte. Domnérus übernahm 1952 von Ericsson die Leitung der Band, die er bis 1964 führte (Nalenbandet). Von 1956 bis 1978 war er in der Bigband des schwedischen Rundfunks, bei dem er u. a. ab 1964 eine Reihe Jazz unter den Sternen hatte. Schon seit den 1940er Jahren schrieb er auch Musik für den Film und später für das Fernsehen. Er spielte viele Aufnahmen mit dem Pianisten Bengt Hallberg ein, sowie mit Monica Zetterlund, mit Putte Wickman und mit Bengt-Arne Wallin. Er nahm auch mit James Moody, Art Farmer, Clifford Brown und mit vielen eigenen Gruppen auf (zu denen z. B. der Gitarrist Rune Gustafsson gehörte). Er spielt auch viel mit Kirchenmusikern, Chören und Kammermusikorchestern.
1967 war er mit seinem Sextett auf dem Jazz Festival in Tallinn.

## Preise und Auszeichnungen
1999 erhielt Domnérus den Django d’Or (Schweden) als Master of Jazz und 2000 den Eurodjango. Mehrere seiner Alben erhielten den Gyllene Skivan Preis des Orkesterjournalen: Rockin Chair 1955, Mobil 1967, Duets for Duke 1978 mit Hallberg und Face to Face 1999 mit Bernt Rosengren. 2004 wurde er zum Ehren-Professor ernannt. Posthum wurde er 2009 von Django d’Or als Legend of Jazz ausgezeichnet.
Auf seine Initiative ging der mit 75000 Kronen dotierte schwedische Jazzpreis Guldsaxen zurück (erster Preisträger war Magnus Lindgren 2004).

## Diskografie
- Arne Domnerus and His Favourite Groups (Dragon, 1950)
- Jazz at the Pawnshop (Prophone, 1977)
auch Jazz at the Pawnshop, Vol. 1 (Proprius, 1995)
- Antiphone Blues (Proprius, 1975)
- Rapturous Reeds (Phontastic, 1978)
- Downtown Meeting (Phontastic, 1978)
- Ad 1980 (Phontastic, 1980)
- Evergreens fra Kanaan (ForX, 1981)
- Fragment (Phontastic, 1982)
- Sketches of Standards (Proprius, 1990)
- Good Vibes - Jazz at the Pawnshop 3 (Proprius, 1990)
- Jazz at the Pawnshop, Vol. 2 (Proprius, 1991)
- The Arne Domnérus Sextet (Phontastic, 1994)
- Dompan! (Fresh Sound, 2001)
- Septet in Concert (Caprice, 2003)